# Sandoměř
Sandoměř (polsky Sandomierz [sandoměš] – mužský rod) je okresní město v Polsku ve Svatokřížském vojvodství v historickém Malopolsku, ležící na řece Visle. Nachází se v kopcovitém terénu na okraji Sandoměřské vysočiny. V roce 2022 zde žilo 21 586 obyvatel.

## Historie

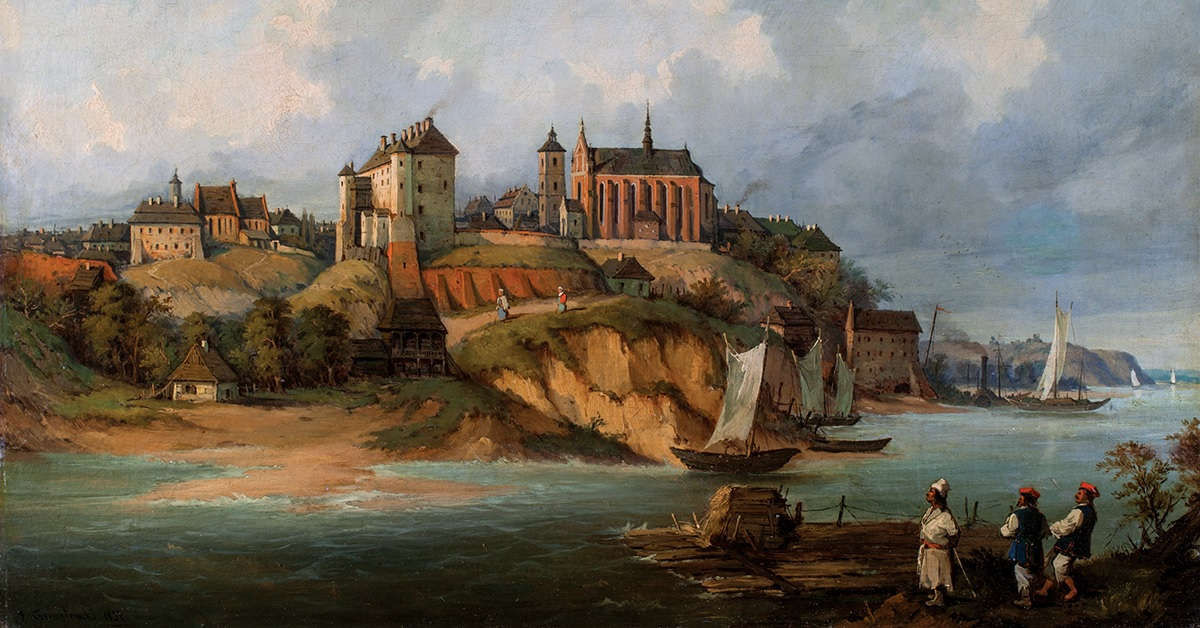
Józef Szermentowski – „Pohled na Sandoměř od Visly“
olej (1855)

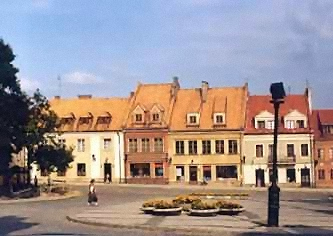
Domy na Starém rynku v Sandoměři

Sandoměř se nachází na místě, které obýval slovanský kmen Lędziců. Osada v 10. století na místě zámecké hory, od 11. století hradiště, knížecí sídlo. V sousedství vzniklo druhé hradiště, což dalo počátek městu. Na tomto místě byl později postaven Długoszův dům. Díky pozici na Visle na místě obchodní cesty spojující západní Evropu s Rusí Sandoměř rychle získávala na významu. V období rozpadu Polska na jednotlivé úděly byl hlavním městem sandoměřského knížectví.
Prvním panovníkem (v období 1146 až 1166) byl Henryk Sandomierski, syn Boleslava Křivoústého. Městská práva Sandoměři přiznal roku 1227 Lešek Bílý (Leszek Biały). Po zničení v časech tatarských nájezdů bylo město znovu založeno v roce 1286 Leškem Černým. Obchod opět hrál vážnou roli v rozvoji města v 15. století (Sandoměř ležela na trase viselské cesty, po které se přepravovalo obilí). Století 15. až 17. byla obdobím častých pobytů dvoru a krále v Sandoměři, čas šlechtických sjezdů.
V roce 1570 se konal sjezd jinověrců, v jehož důsledku došlo k sandoměřské dohodě – porozumění v obraně před protireformací. Období švédských válek znamenalo opětovný úpadek města způsobenými značnými škodami.

### První kláštery
Založení prvních klášterů na Sandoměřsku:
- 1185 – cisterciácké, založené sv. Bernardem z Clairvaux v Koprzywnici
- 1226 – dominikánský klášter
- 1246 – klášter klarisek

## Památky

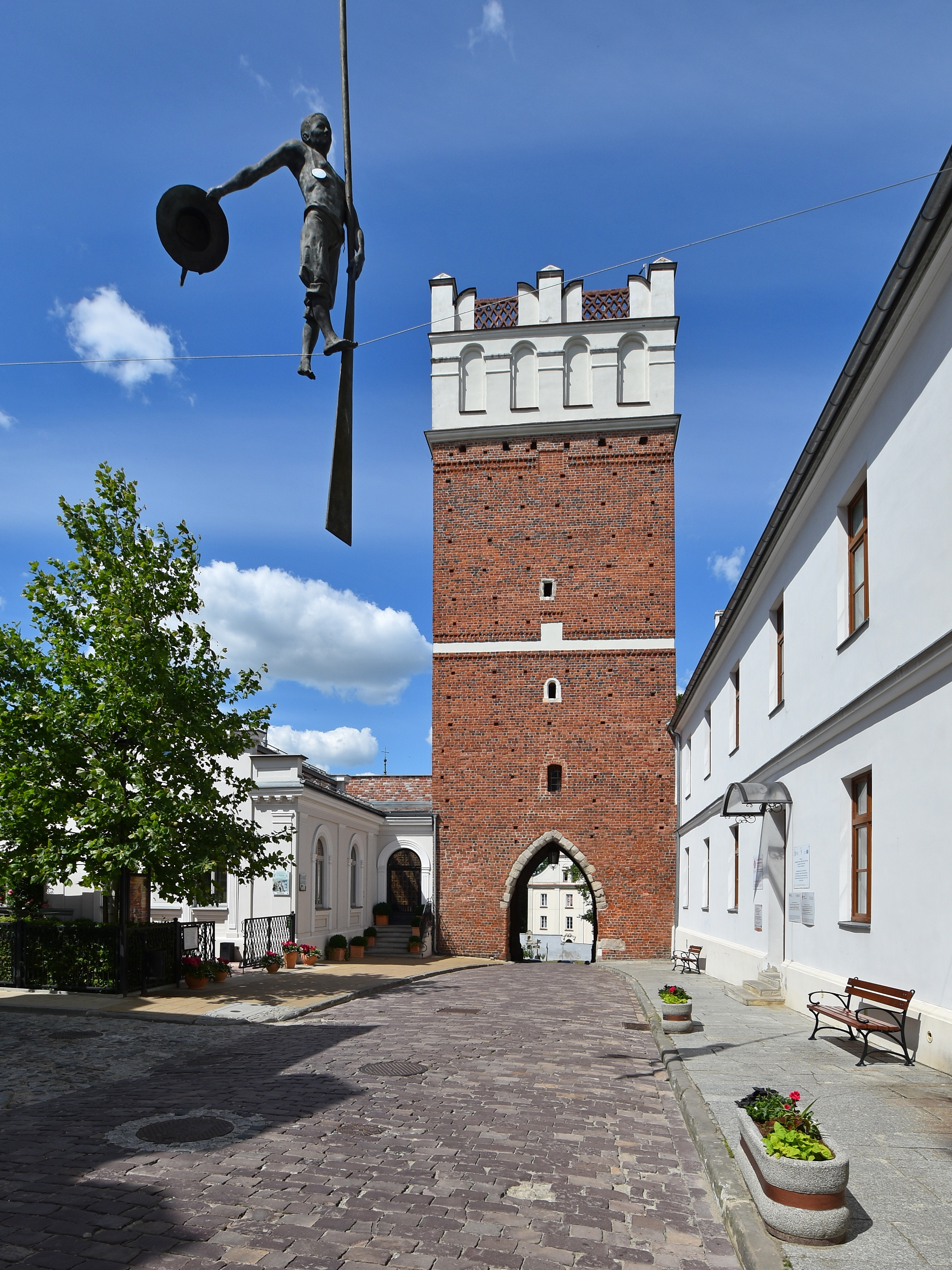
Opatowská brána

### Opatowská brána
Opatowská brána – gotická vstupní brána do města ze 14. století, korunovaná renesanční atikou. Financována králem Kazimírem Veliký, jediná dochovaná. Do Sandoměře vedly čtyři brány v obranných hradbách: Opatowská, Zawichowská, Lublinská, Krakovská a dvě branky (zachovala se jedna, Dominikánská, zvaná Ucho jehly).

### Staré město
Architektonický a krajinný komplex starého města, dochované urbanistické uspořádání města z druhé poloviny 14. století.

### Radnice
Radnice s domem v gotickém slohu ze 14. století čtvercového půdorysu s osmibokou věží. V 16. století rozšířena (na obdélníkový půdorys), celé bylo ozdobeno atikou. Současná věž byl postavena v 17. století. Kolem Starého rynku se dochovaly renesanční domy.

### Dům Olešnických a podzemní chodby
V domu Olešnických se nachází vchod do zpřístupněných podzemních chodeb, které dříve sloužily jako kupecké sklady. Vznikly ve 13. až 16. století vyhloubením komor a chodeb ve sprašových vrstvách pod budovami a Starým rynkem. Hloubka podzemních chodeb dosahovala dokonce až 15 m. Bylo kopány bez jakéhokoliv zabezpečení stěn a stropů.
Ve 20. století kvůli pronikání vody od vrstev spraše začaly ohrožovat sandoměřské historické jádro. (Spraš při kontaktu s vodou ztrácí trvanlivost a způsobuje sesuvy stěn chodeb a propadání stropů). V letech 1964 – 1977 byly provedeny zajišťovací práce, posléze byla zpřístupněna návštěvnická trasa. S chodbami je spojena legenda o Halině Krępiance, která přelstila Tatary při jednom z nájezdů ve 13. století.

### Kostely
- Kostel svatého Jakuba

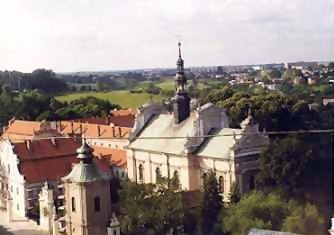
Kostel sv. Michala v Sandoměři

- gotický kostel sv. Ducha – ze 14. století
- Synagoga z přelomu 17. a 18. století
- Palác sandoměřských biskupů – klasicistní objekt z 19. století
- Katedrála – gotický kostel s křížovo-žebrovou klenbou, uvnitř dochovaná polychromie z roku 1421
- kostel sv. Pavla z 15. století
- kostel sv. Michala ze 17. století
- kostel sv. Josefa ze 17. století

### Ostatní
- Collegium Gostomianum – jedna z nejstarších středních škol v Polsku, nejstarší křídlo bylo postaveno v roce 1602
- Długoszův dům – budovu nechal postavit a financoval Jan Długosz v roce 1476, nyní zde sídlí Diecézní muzeum
- sýpka z roku 1696
- hrad ze 14. století, v roce 1525 přestavěn, během švédských válek zničen v roce 1656, dochovalo se západní křídlo

## Další zajímavosti
- Úvoz sv. Královny Hedviky (Jadwigy) – vymletý vodou ve sprašových vrstvách. Na skaliskách se vyskytuje stepní porost, mj. třešeň křovitá
- Pepřové hory – v roce 1980 byla na jejich území vyhlášena geologicko-přírodní rezervace. Hory z kambrijských hornin, vyvrásněných před 500 miliony roků.